# Luberoïta
La luberoïta és un mineral de la classe dels sulfurs. Rep el seu nom de la regió de Lubero, a la República Democràtica del Congo, on va ser descoberta.

## Característiques
La luberoïta és un sulfur, un selenur de platí de fórmula química Pt₅Se₄. Cristal·litza en el sistema monoclínic. Es troba en fragments granulars amb vores angulars a causa de l'exfoliació, típicament allargats, d'uns 0,5 mm, o també arrodonits a causa del transport fluvial; pot trobar-se juntament amb el platí. La seva duresa a l'escala de Mohs es troba entre 5 i 5,5.
Segons la classificació de Nickel-Strunz, la luberoïta pertany a «02.AC: Aliatges de metal·loides amb PGE» juntament amb els següents minerals: UM2004-45-Se:AgHgPd, pal·ladseïta, miassita, UM2000-47-S:CuFePdPt, oosterboschita, chrisstanleyita, jagüeïta, keithconnita, vasilita, tel·luropal·ladinita, oulankaïta, telargpalita, temagamita, sopcheïta, laflammeïta i tischendorfita.

## Formació i jaciments
Es troba en concentrats en placers derivats de roca mare granodiorita. Sol trobar-se associada a altres minerals com: platí, anatasa, florencita, gorceixita, caolinita, clorita o quars. Va ser descoberta l'any 1992 a la regió de Lubero, a Kivu Nord (República Democràtica del Congo). També ha estat descrita a Copper Hills (Austràlia) i al riu Miessijoki (Lapònia, Finlàndia).